# Laurie Halse Anderson
Laurie Halse Anderson (ur. 23 października 1961 w Potsdam w stanie Nowy Jork jako Laurie Beth Halse) – amerykańska pisarka, twórczyni literatury dla dzieci i młodzieży, autorka powieści historycznych.

## Życiorys
Ukończyła studia na Onondaga Community College i Georgetown University. Otrzymała nagrody literackie: Rebecca Caudill Young Reader's Book Award (za powieść Fever 1793), Sequoyah Book Award, Golden Kite Award (obie za powieść Mów!), Scott O'Dell Award for Historical Fiction, Cybils Award (obie za powieść Chains) oraz Margaret Edwards Award. Jej książka Mów! doczekała się również adaptacji filmowej (polski tytuł filmu Ucieczka w milczenie).
W 2023 roku została laureatką Nagrody Literackiej im. Astrid Lindgren.
Jest zamężna po raz drugi (jej pierwszym mężem był Greg Anderson, a obecnym jest Scot Larrabee). Ma czworo dzieci.

## Dzieła

### Powieści
- Speak (1999) (wyd. pol. Mów! 2006)
- Fever 1793 (2000)

Seria Vet Volunteers
1. Manatee Blues (2000)
2. Homeless (2000)
3. The Trickster (2000)
4. Fight for Life (2000)
5. Say Good-Bye (2001)
6. Storm Rescue (2001)
7. Teacher's Pet (2001)
8. Fear of Falling (2001)
9. Trapped (2001)
10. Time to Fly (2002)
11. Masks (2009)
12. End of the Race (2003)
13. New Beginnings (2012)
14. Acting Out (2012)

- Catalyst (2002)
- Prom (2005)
- Twisted (2007)

Seria Chains
1. Chains (2008)
2. Forge (2009)

- Wintergirls (2009)

### Ilustrowane książki dla dzieci
- Ndito Runs (1996)
- Turkey Pox (1996)
- No Time for Mother's Day (1999)
- A Ticket to Saudi Arabia (2001)
- The Big Cheese of Third Street (2002)
- Thank You, Sarah: The Woman Who Saved Thanksgiving (2002)
- The Hair of Zoe Fleefenbacher (2009)

### Literatura faktu
- Shy Child: Helping Children Triumph Over Shyness (2000, współautor: Ward Kent Swallow)
- Independent Dames: The Women and Girls of the American Revolution (2008)